# اداره تجارت ایالت واشینگتن
اداره تجارت ایالت واشینگتن (انگلیسی: Washington State Department of Commerce) یکی از ارگان‌های ایالت واشینگتن است که مسیولیت اداره امورات تجاری و اختصادی ایالت واشینگتن را دارد.